# White Hall, Arkansas
White Hall är en stad (city) i Jefferson County, i delstaten Arkansas, USA. Enligt United States Census Bureau har staden en folkmängd på 5 435 invånare (2011) och en landarea på 18,1 km².